# Goyang Zaicro FC
Goyang Hi FC (kor. 고양 하이 FC) – klub piłkarski z Korei Południowej, z miasta Ansan, występujący w N-League (2. liga).

## Historia
Klub był założony w 1980 w Seulu przez chrześcijańskich misjonarzy i w 1983 wstąpił do pierwszej ligi (K League 1) (początkowo tę ligę tworzyło pięć zespołów: Hallelujah. Daewoo, POSCO, Yukong Elephants i Kookmin Bank FC). Pierwszym triumfatorem rozgrywek została właśnie drużyna Hallelujah, która zaledwie o jeden punkt wyprzedziła drużynę Daewoo.
W 1984 nie udało się klubowi obronić tytułu mistrza (czwarte miejsce), a w 1985 po bardzo słabym sezonie i zajęciu ostatniego miejsca, Hallelujah spadł z 1 ligi.
Klub odnosił sukcesy w turniejach amatorskich (m.in. wygrywając President's Cup w 1988 i 2002).
W 2003 podjęto decyzję żeby wstąpić do N-League (druga liga) i klub założył bazę w Iksan (w prowincji Jeolla Północna).
Silne demonstracje ze strony radykalnej grupy wŏn buddystów (Wŏnbulgyo) spowodowało, że drużyna chrześcijańska musiała 
opuścić miasto i wycofać się z rozgrywek w tym sezonie. Hallelujah wrócił do N-League w 2004, po założeniu nowej bazy 
w Gimpo, tuż obok Seulu. W 2007, po wybudowaniu 35-tysięcznego Ansan Wa~ Stadium, Hallelujah przeniosła się do Ansan, miasta położonego nieopodal stolicy kraju.